# ヴィレヴァン!
『ヴィレヴァン! 』は、2019年5月14日（13日深夜）から6月25日（24日深夜）に放送されたメ〜テレ制作のテレビドラマ。主演は岡山天音。放送エリアは東海3県（愛知県・岐阜県・三重県）であるが、インターネット配信もされる。実在の書店・雑貨店ヴィレッジヴァンガードが舞台であり、設定と店舗の外観は愛知県名古屋市天白区の本店であるが、店内ロケは東京都の三軒茶屋店で主に行われた。
2020年10月27日（26日深夜）から、舞台をイオンモール店に変えた続編『ヴィレヴァン！2 〜七人のお侍編〜』が放送開始。
ドラマ第2シリーズと並行し、映画『リトル・サブカル・ウォーズ 〜ヴィレヴァン!の逆襲〜』が制作され、2020年10月23日に公開された。

## あらすじ

### ヴィレヴァン! (第1シリーズ)
自称「空っぽ」の大学生・杉下（岡山天音）は、ヴィレッジヴァンガード本店の店長・川上（滝藤賢一）から強制的にアルバイトとして入店させられ、個性的なバイト仲間に囲まれて仕事を始めることになる。

### ヴィレヴァン2! 〜七人のお侍編〜（第2シリーズ）
シーズン1から1年後、イオンモール店に異動となった杉下は、モール内のルールなどの一般常識を押しつけられることに反発し、かつての仲間たちを集めようとする。

## キャスト

### 第1シリーズ
登場人物の名字は中日ドラゴンズの投手からとられている。
杉下啓三
演 - 岡山天音
小松リサ
演 - 森川葵（愛知県出身）
今中世津
演 - 最上もが
山本昌男
演 - 本多力
岩瀬雪
演 - 柏木ひなた（私立恵比寿中学）
与田義隆
演 -　水橋研二
謎の男（権藤さん）
演 - 平田満（愛知県出身）
川上秀基
演 - 滝藤賢一（愛知県出身）
ナビゲーター
落合福嗣

### 第1シリーズゲスト
#6、最終回
近所の住人
演 - 宍戸美和公

### 第2シリーズ
杉下啓三
演 - 岡山天音
小松リサ
演 - 森川葵（愛知県出身）
今中世津
演 - 最上もが
山本昌男
演 - 本多力
岩瀬雪
演 - 柏木ひなた（私立恵比寿中学）
与田義隆
演 - 水橋研二
謎の男（権藤さん）
演 - 平田満（愛知県出身）
川上秀基
演 - 滝藤賢一（愛知県出身）
平等
演 - 萩原聖人
平和
演 - 安達祐実
川相洋平
演 - 小林豊（BOYS AND MEN）
中尾美保
演 - 大場美奈（SKE48）
ナビゲーター
落合福嗣

## スタッフ
- 脚本 - いながききよたか
- 音楽 - 出羽良彰
- チーフプロデューサー - 太田雅人
- プロデューサー - 高橋孝太、太田雅人、松岡達矢、後藤庸介
- 監督 - 後藤庸介、船谷純矢
- 制作プロダクション - コギトワークス
- 制作 - メ〜テレ

## 主題歌

### 第1シリーズ
- 忘れらんねえよ「あいつロングシュート決めてあの娘が歓声をあげてそのとき俺は家にいた」（バップ）[7]

### 第2シリーズ
- 忘れらんねえよ「歌詞書けなすぎて、朝」（BANDWAGON / UNIVERSAL MUSIC LLC）[8]

## 配信
- TVer(最新話を配信・1、2とも）
- GYAO!（配信話を配信・1,2とも）
- U-NEXT (全話配信・2）
- ひかりTV (全話配信・2）

## 放送日程

### 第1シリーズ
| 放送回 | 放送日         | サブタイトル                     | 監督     |
| ------ | -------------- | -------------------------------- | -------- |
| #1     | 2019年 5月14日 | 『ライ麦畑でつかまえて』の回     | 後藤庸介 |
| #2     | 5月21日        | 『書を捨てよ、町へ出よう』の回   | 後藤庸介 |
| #3     | 5月28日        | 『銀河鉄道の夜』の回             | 後藤庸介 |
| #4     | 6月4日         | 『死神チョコ』の回               | 船谷純矢 |
| #5     | 6月11日        | 『京商ダイキャストミニカー』の回 | 船谷純矢 |
| #6     | 6月18日        | 『Ｈaynesマニュアル』の回        | 後藤庸介 |
| 最終回 | 6月25日        | 『逃走論』の回                   | 後藤庸介 |

### 第2シリーズ
| 放送回 | 放送日          | サブタイトル                            | 監督     |
| ------ | --------------- | --------------------------------------- | -------- |
| #0     | 2020年 10月27日 | ドラマ予習＆劇場公開記念スペシャルかも! | 後藤庸介 |
| #1     | 11月3日         | 『敵は一般常識にあり!』の回             | 後藤庸介 |
| #2     | 11月10日        | 『敵はルールにあり!』の回               | 後藤庸介 |
| #3     | 11月17日        | 『敵は個人主義にあり!』の回             | 船谷純矢 |
| #4     | 11月24日        | 『敵は同調圧力にあり!』の回             | 船谷純矢 |
| 最終回 | 12月1日         | 『敵は効率主義にあり‼』の回             | 船谷純矢 |

## 映画
『リトル・サブカル・ウォーズ 〜ヴィレヴァン!の逆襲〜』のタイトルで、2020年10月23日に公開された。監督は後藤庸介。
ドラマ版とはパラレルワールド的な設定になっており、ドラマ版では本店勤務の店員たちが、日本のどこかのイオンモール内にあるヴィレッジヴァンガードに勤務している。主なロケ地はイオンモール名古屋茶屋店で、イオンモール名古屋茶屋も撮影に協力している他、配給もイオングループのイオンエンターテイメントが行っている。

### キャスト（映画）
杉下啓三
演 - 岡山天音
小松リサ
演 - 森川葵（愛知県出身）
今中世津
演 - 最上もが
山本昌男
演 - 本多力
岩瀬雪
演 - 柏木ひなた（私立恵比寿中学）
与田義隆
演 -　水橋研二
謎の男（権藤さん）
演 - 平田満（愛知県出身）
川上秀基
演 - 滝藤賢一（愛知県出身）
平等
演 - 萩原聖人
平和
演 - 安達祐実
川相洋平
演 - 小林豊（BOYS AND MEN）
中尾美保
演 - 大場美奈（SKE48）
ナビゲーター
落合福嗣